# The Beautiful Letdown
The Beautiful Letdown — четвёртый студийный альбом рок-группы Switchfoot, выпущенный лейблом Columbia/Sony Music 25 февраля 2003.

## Стиль, отзывы критиков
Джонни Лофтус, критик сайта Allmusic.com, поставил диску четыре балла из пяти. По словам рецензента, альбом «мелодичен и размерен», а в вокальных партиях ощущается некоторое влияние группы U2.

## Список композиций
1. Meant to Live — 3:20
2. This Is Your Life — 4:18
3. More Than Fine — 4:14
4. Ammunition — 3:45
5. Dare You to Move — 4:15
6. Redemption — 3:06
7. The Beautiful Letdown — 5:20
8. Gone — 3:45
9. On Fire — 4:39
10. Adding to the Noise — 2:50
11. Twenty-Four — 4:52